# 澳洲假吸血蝠屬
澳洲假吸血蝠屬（澳洲假吸血蝠）（学名：Macroderma），哺乳綱、翼手目、假吸血蝠科的一屬，而與澳洲假吸血蝠屬（澳洲假吸血蝠）同科的動物尚有假吸血蝠屬（印度假吸血蝠）、黃翼蝠屬（黃翼蝠）、非洲假吸血蝠屬（非洲假吸血蝠）等之數種哺乳動物。

## 下属物种
本属包括以下物种：
- 澳洲假吸血蝠 Macroderma gigas (Dobson, 1880)
- Macroderma handae Aplin & Armstrong, 2020
- Macroderma koppa Dawson & Augee, 1988